# ガイア (パチンコ)

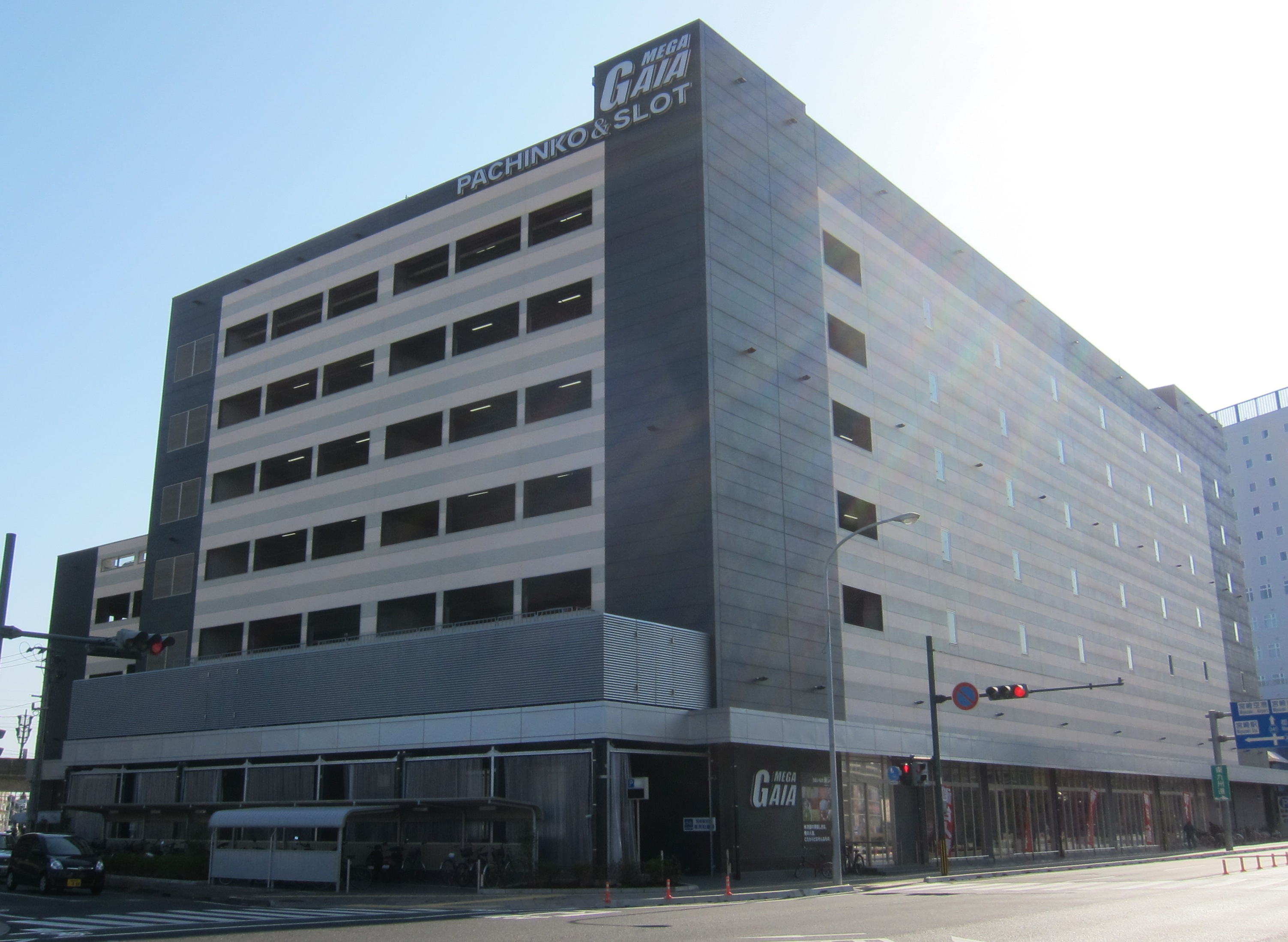
メガガイア宮崎駅前店（2020年3月閉店）

株式会社ガイア（英: GAIA Co., Ltd.）は、東京都中央区に本社を置きパチンコ店を運営する企業。

## 概要
パチンコ店「ガイア」、「メガガイア」、「ガイアネクスト」などの屋号で全国に167店舗展開（2018年5月末現在）、マルハン、ダイナムに次ぐパチンコ業界の企業である。地域密着型店舗をメインとし、地域の行事などに積極的に参画する。創業31周年の2015年を新創業元年として、企業理念に存在意義、経営姿勢、行動規範を挙げる。ガイア屋号の他、「アイオン」、「サイバーパチンコ」、「サイバースロット」、「レクス」、「アラジン」などがある。低玉貸し専門の「らくらく館」を展開する。
売上高は2006年をピークとして次第に減少、2015年からはパチンコ台の規制強化により拍車がかかった。2020年に新型コロナウイルスの感染拡大に伴い、2カ月間の店舗休業を余儀なくされると同年6月に資金ショートが発生。同年7月から私的整理手続を開始、旗艦店売却や金融機関、Jトラストなどの支援で一時は経営危機を乗り越えた。
しかし、2021年以降は店舗改装費用などが再び経営を圧迫。創業者一族が退陣して、2度目の不渡りが目前に迫る2023年10月30日に民事再生法の適用を申請するに至った。
兵庫県で同じ「ガイア」の店舗名で展開しているタツミコーポレーションは無関係である。

## 社名の由来
- ギリシャ神話に登場する大地の女神GAIA（ガイア）から社名をとっている。

地球を生命体ととらえ「かけがえのない存在」となることがテーマであり、顧客・地域に必要とされる人材を目指すという意味が込められている。

## 沿革
- 1984年
  - 9月 - 千葉県千葉市に永豊企業有限会社を設立。
  - 12月 - 同地区にて第一号店パーラーオープン
- 1997年9月 - 永豊企業有限会社を資本金6000万円に増資し、有限会社より株式会社に改組。商号を株式会社ガイアに変更。
- 1999年
  - 4月 - 神奈川県初進出 ガイア三ツ境本館店（現在はガイアネクスト三ツ境II）オープン。
  - 9月 - 東京支社開設。
- 2000年5月 - 東京都初進出 ガイア渋谷店オープン。
- 2003年
  - 5月 - 東京都中央区日本橋横山町に本社を移転。資本金3億円に増資。
  - 11月 - 関西初進出 ガイア梅田店オープン。
- 2004年
  - 1月 - 資本金6億円に増資。
  - 4月 - 東北初進出 ガイア宮千代店オープン。
  - 5月 - 資本金9億円に増資。
  - 8月 - 100号店 ガイア狸小路店（現在はメガガイア狸小路店）オープン。
  - 11月 - 愛知県初進出 ガイア御器所店オープン。
- 2005年
  - 1月 - 広島県初進出 ガイア新涯店オープン。
  - 8月 - 福島県初進出 ガイア大町店オープン。
- 2006年
  - 3月 - 九州初進出 ガイア国分中央店オープン。
  - 5月 - 資本金59億1000万円に増資。栃木県初進出 ガイア那須塩原店オープン。創業以来、年収入高のピークとなる。約5853億500万円。
  - 7月 - 静岡県初進出 ガイア清水掘込店オープン。
  - 9月 - 第二回社内接客コンテンスト開催[4]。
  - 12月 - 青森県初進出 ガイア藤崎店、ガイア青森中央店オープン。
- 2008年
  - 2月 - 「遊べる」をコンセプトとした低玉貸専門店を開始。
  - 12月 - 200号店 ガイア横手店オープン。
- 2009年
  - 3月 - 山形県初進出 ガイア南陽店オープン。
  - 4月 - 徳島県初進出 ガイア藍住店オープン。
  - 7月 - 岩手県初進出 ガイア前沢店オープン。宮崎県初進出 ガイア日南店オープン。
- 2010年7月 - 三重県初進出 ガイア津店オープン。
- 2011年
  - 4月 - メガガイア宮崎駅前店オープン。
  - 12月 - メガガイア土山店オープン。
- 2014年12月 - 次世代のアミューズメントスポット『ガイアネクスト』を展開[5]。
- 2023年
  - 5月 - 当月期の年収入高が約1895億4200万円にダウンしていたことが報じられる。
  - 10月30日 - 東京地方裁判所へ民事再生法の適用を申請。ノンバンクのJトラストが再建支援について合意したことを明らかにした[6][7][8]。

## 不祥事
- 2011年5月、覚せい剤取締法違反容疑で、代表取締役（当時）の渡辺直行が逮捕された[9]。
- 2012年7月9日、東京国税局の税務調査を受け、約40億の所得隠しを指摘されたことが判明。従業員の給与を水増ししたり、役員の個人的な支払いを経費に計上したりしていたということで、東京国税局は、意図的な経費の水増しがあったと判断した。追徴税額は約10億円に上った[10]。